# Ивашково (Рязанский район)
Ивашково — деревня в Рязанском районе Рязанской области. Входит в состав Листвянского сельского поселения.

## География
Находится в северо-западной части Рязанской области на расстоянии приблизительно 30 км на юго-восток по прямой от вокзала станции Рязань I к востоку от железнодорожной линии.

## История
Деревня была отмечена уже на карте 1850 года как поселение с 24 дворами. В 1859 году здесь (тогда деревня Рязанского уезда Рязанской губернии) было учтено 20 дворов, в 1897 (уже деревни Ивашково 1 и Ивашково 2) — 24 и 10 соответственно.

## Население
Численность населения: 2016 человек (1859 год), 135 и 96 для Ивашково 1 и Ивашково 2 соответственно(1897), 20 в 2002 году (русские 100 %), 16 в 2010.